# Hrvatska misao
Hrvatska misao (Chorvatská myšlenka) byl časopis, který začali roku 1897 vydávat chorvatští studenti v Praze.

## Obsah
V časopise byly prezentovány názory a myšlenky Tomáše G. Masaryka, které vydavatele časopisu velice ovlivnily. Přestože časopis vycházel pouze rok a půl, měl v Chorvatsku velký vliv na studenty. Prvním šéfredaktorem se stal Čech František Hlaváček. V úvodním článku nazvaném Što hoćemo? (Co chceme?) jeho autor vyzval chorvatský a srbský národ k aktivní promyšlené práci mezi lidem na poli hospodářském, osvětovém i politickém.